# 李柏·M
李柏罕·莫瑞克（英語：Lebohang Morake，1964年5月20日—）是出生南非約翰尼斯堡索維托的男性民族歌手、作曲家，個人所採用的藝名為「李柏·M」（Lebo M.）。曾擔任1994年迪士尼動畫《獅子王》開頭曲《生生不息》中；在歌曲前段祖魯語部份的演唱。

## 經歷
在九歲時期李柏·M便開始於家鄉的一些樂團裡擔任演唱，之後十二歲時EMI旗下在南非的公司曾替他錄製一張單曲。後續李柏·M因不滿南非音樂界有著種族歧視問題，而轉向前往鄰國賴索托在一些旅店或吧台裡駐唱。
十五歲時一名美國當地大使注意到李柏·M的個人演唱能力後，推薦他前往位於美國華盛頓一帶的高中演出，該演出機會之後讓李柏·M興起在美國發展的想法，但之後李柏·M在美國的經歷並不順利。直到1988年第60屆奧斯卡金像獎會場上；李柏·M擔任會場中一段演唱的合唱團一員，而李柏·M當時的表現則讓他自己開始獲得關注。隨後李柏·M有被介紹與漢斯·季默合作，替1992年電影《小子要自強》處理配樂事務。而1994年漢斯·季默指名讓李柏·M擔任替迪士尼動畫《獅子王》開頭曲《生生不息》演唱，該曲目隨後也讓李柏·M拿下1995年葛萊美獎的最佳器樂編曲伴唱獎項。而李柏·M往後也有多次為《獅子王》所衍生的動畫續集、音樂劇或是其它迪士尼出品動畫處理作品配樂歌曲事項。

## 參與作品音樂

### 真人電影
- 紫色姐妹花（1985年）
- 小子要自強（1992年）
- 精子也瘋狂（1993年）
- 危機總動員（1995年）
- 剛果（1995年）
- 威猩闖天涯（1995年）
- 黑鷹計劃（2001年）
- 烈日風暴（2003年）

### 動畫
- 獅子王（1994年）
- 獅子王2：辛巴的榮耀（1998年）
- 恐龍（2000年）
- 獅子王3：Hakuna Matata（2004年）
- One by One（2004年）
- 泰山2（2005年）

### 紀錄片
- Long Night's Journey into Day（2000年）

### 音樂專輯
- Back on the Block（1989年）
- How Wonderful We Are（1995年）
- 獅子王：榮耀大地（1995年）

### 音樂劇
- 獅子王（1997年）

### 遊樂設施
- 迪士尼動物王國

## 外部連結
- 李柏·M的X（前Twitter）